# 오브리 오데이
오브리 오데이(Aubrey O'Day, 1984년 2월 11일 ~ )는 미국의 싱어송라이터, 배우, 사회자, 모델, 패션 디자이너이다.  걸 그룹 대니티 케인의 전직 멤버이자, 음악 듀오 덤블론드의 멤버이다.